# Tirreno-Adriatico 1992
Tirreno-Adriatico 1992 est la 27e édition de la course cycliste par étapes italienne Tirreno-Adriatico. L’épreuve se déroule entre le 11 et le 18 mars 1992, sur un parcours de 1 166,8 km.
Le vainqueur de la course est le Danois Rolf Sørensen (Ariostea), qui s'impose devant le Mexicain Raúl Alcalá (PDM).

## Classements des étapes
| Étape | Date    | Villes étapes                         | km    | Vainqueur d’étape | Leader du classement général |
| ----- | ------- | ------------------------------------- | ----- | ----------------- | ---------------------------- |
| 1     | 11 mars | Ostie - Ostie (clm)                   | 8,0   | Erik Breukink     | Erik Breukink                |
| 2     | 12 mars | Ostie - Viterbo                       | 192,0 | Stefano Colagè    | Erik Breukink                |
| 3     | 13 mars | Lac de Vico - Frosinone               | 191,0 | Rolf Sørensen     | Andrea Chiurato              |
| 4     | 14 mars | Cassino - Sora                        | 191,0 | Davide Cassani    | Andrea Chiurato              |
| 5     | 15 mars | Cerro al Volturno - Paglieta          | 168,0 | Moreno Argentin   | Andrea Chiurato              |
| 6     | 16 mars | Paglieta - Monte Cenero               | 214,0 | Moreno Argentin   | Rolf Sørensen                |
| 7     | 17 mars | Torre San Patrizio - Montegranaro     | 184,5 | Moreno Argentin   | Rolf Sørensen                |
| 8     | 18 mars | S.B del Tronto - S.B del Tronto (clm) | 18,3  | Erik Breukink     | Rolf Sørensen                |

## Classement général
|    | Cycliste          | Pays      | Équipe    | Temps            |
| -- | ----------------- | --------- | --------- | ---------------- |
| 1  | Rolf Sørensen     | Danemark  | Ariostea  | 31 h 05 min 54 s |
| 2  | Raúl Alcalá       | Mexique   | PDM       | + 13 s           |
| 3  | Fabian Jeker      | Suisse    | Helvetia  | + 34 s           |
| 4  | Andrea Chiurato   | Italie    | Gatorade  | + 1 min 06 s     |
| 5  | Davide Cassani    | Italie    | Ariostea  | + 1 min 08 s     |
| 6  | Beat Zberg        | Suisse    | Helvetia  | + 1 min 15 s     |
| 7  | Laurent Brochard  | France    | Castorama | + 1 min 16 s     |
| 8  | Stephen Roche     | Irlande   | Carrera   | + 1 min 22 s     |
| 9  | Gianluca Pierobon | Italie    | ZG Mobili | + 1 min 28 s     |
| 10 | Leonardo Sierra   | Venezuela | ZG Mobili | + 1 min 39 s     |